# Jafar ibne Ali ibne Hamadune
Abu Ali Jafar ibne Ali ibne Amade ibne Hamadune/Hamadã (Abu Ali Ja'far ibn Ali ibn Ahmad ibn Hamdun/Hamdan), também chamado só como Jafar, o Andalusino (Ja'far al-Andalusi) ou ibne Hamadune, foi oficial militar muçulmano de origem berbere do século X do Califado de Córdova do Alandalus. De início serviu ao Califado Fatímida da Ifríquia, mas depois mudou de lado e se aliou aos magrauas e ao hájibe cordovês Almançor.

## Vida

Magrebe em finais do século X

Jafar era um príncipe berbere zeneta, filho de Ali ibne Hamadune. Senhor de Massila, na Ifríquia, aceitou servir o Califado Fatímida, tornando-se governador (emir) de Zabe. Segundo ibne Calicane, era um patrono generoso e amigo dos homens de letras para quem alguns poemas admiráveis foram compostos por Abu Alcácime ibne Hani. Em 971, abandonou a fidelidade aos fatímidas, aliou-se aos magrauas de Alcair ibne Maomé e reconheceu a suserania do Califado de Córdova do Alandalus. Juntos, derrotaram e mataram o sanhaja Ziri ibne Manade, um antigo inimigo de Jafar que havia sido enviado contra eles.
Pouco depois, Bologuine ibne Ziri continuou a guerra contra Jafar e seus aliados, obrigando-os a marchar para oeste. Segundo ibne Calicane, Jafar precisou migrar ao Alandalus, onde foi morto em 974-975, porém ainda estava vivo e ativo no Magrebe nos anos subsequentes. Em 975-976, segundo uma lista existente, Jafar era governador do Magrebe Ocidental em nome de Córdova e em seu séquito estavam vários nobres magrauas: Maomé, Mucatil, Cazerune, Fulful e Bacsas. Ele tinha grande prestígio entre os soldados e foi importante aliado do hájibe cordovês Almançor, com quem se reuniu em 980.